# 圣迈克桑 (萨尔特省)
圣迈克桑（法語：Saint-Maixent，法語發音：[sɛ̃ mɛksɑ̃]）是法国萨尔特省的一个市镇，属于马梅尔斯区。

## 地理
圣迈克桑（48°5'22"N, 0°39'6"E）面积22.48 平方千米，位于法国卢瓦尔河地区大区萨尔特省，该省份为法国西北部内陆省份，北起顺时针与奥恩省、厄尔-卢瓦省、卢瓦-谢尔省、安德尔-卢瓦尔省、曼恩-卢瓦尔省和马耶讷省接壤，是法国大西部的入口，连接卢瓦尔河谷、布列塔尼和巴黎盆地。
与圣迈克桑接壤的市镇（或旧市镇、城区）包括：拉瓦雷、勒吕阿尔、于讷河畔索、维莱讷拉戈奈、科尔姆、谢雷欧。

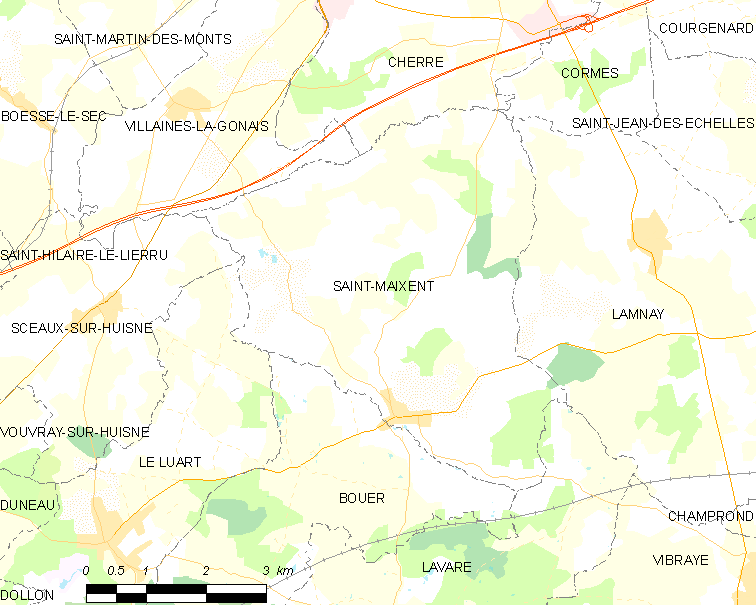
的OSM定位图

圣迈克桑的时区为UTC+01:00、UTC+02:00（夏令时）。

## 行政
圣迈克桑的邮政编码为72320，INSEE市镇编码为72296。

## 政治
圣迈克桑所属的省级选区为圣卡莱县。

## 人口

1962-2008年间人口变化图示

圣迈克桑于2022年1月1日时的人口数量为741人。